# تيس (تشابهار)
تيس (بالفارسية: تیس) هي منطقة سكنية تقع في البلدة المركزية في إيران. يقدر عدد سكانها بـ 3,873 نسمة .